# Limonia nigropunctata
Limonia nigropunctata là một loài ruồi trong họ Limoniidae. Chúng phân bố ở miền Cổ bắc.

## Phân loài
- Limonia nigropunctata intermixta
- Limonia nigropunctata nigropunctata
- Tư liệu liên quan tới Limonia nigropunctata tại Wikimedia Commons